# 阪本四方太
- 阪本四方太
- 坂本四方太

阪本 四方太（さかもと しほうだ、1873年〈明治6年〉2月4日 - 1917年〈大正6年〉5月16日）は、俳人。本名、よもた。鳥取県出身。正岡子規門下生。俳誌『ホトトギス』にて活躍。代表作は『夢の如し』。墓所は豊島区駒込の染井霊園。

## 著書
- 坂本四方太『俳文評釈』新声社〈評釈叢書 第3編〉、1900年2月。
- 阪本四方太、高浜清『写生文集 帆立貝』俳書堂、1906年3月。NDLJP:889265。
- 坂本四方太 編『続 写生文集』俳書堂、1907年4月。
- 文泉子『夢の如し』民友社、1909年9月。NDLJP:889300。